# میتسوبیشی مینیکا
میتسوبیشی مینیکا (Mitsubishi Minica) خودرویی است که از سال ۱۹۶۲ تا کنون تولید شده‌است.
این خودرو در کلاس خودرو کی قرار گرفته، است.